# Rzepowo (Czaplinek)
Rzepowo (deutsch Reppow) ist ein Dorf in der polnischen Woiwodschaft Westpommern. Es gehört zur Gmina Czaplinek (Landgemeinde Tempelburg) im Powiat Szczecinecki (Neustettiner Kreis).

## Geographische Lage
Das Dorf liegt in Hinterpommern, in der Pommerschen Schweiz, inmitten der Pommerschen Seenplatte, zwischen dem Zetzin- und dem Dratzigsee, am Reppowsee, etwa zehn Kilometer nordöstlich von Falkenburg (Złocieniec), 45 Kilometer westsüdwestlich von Neustettin (Szczecinek), 65 Kilometer südöstlich von Köslin (Koszalin) und 185 Kilometer ostnordöstlich von Stettin.
Der Reppowsee wird von der aus Richtung Tempelburg (Czaplinek) und Heinrichsdorf (Siemczyno) kommenden Drage durchflossen, die bei Reppow den Reppowsee verlässt, in Richtung Teschendorf (Cieszyno) fließt und weiter südlich in den Crossinsee mündet.

## Geschichte

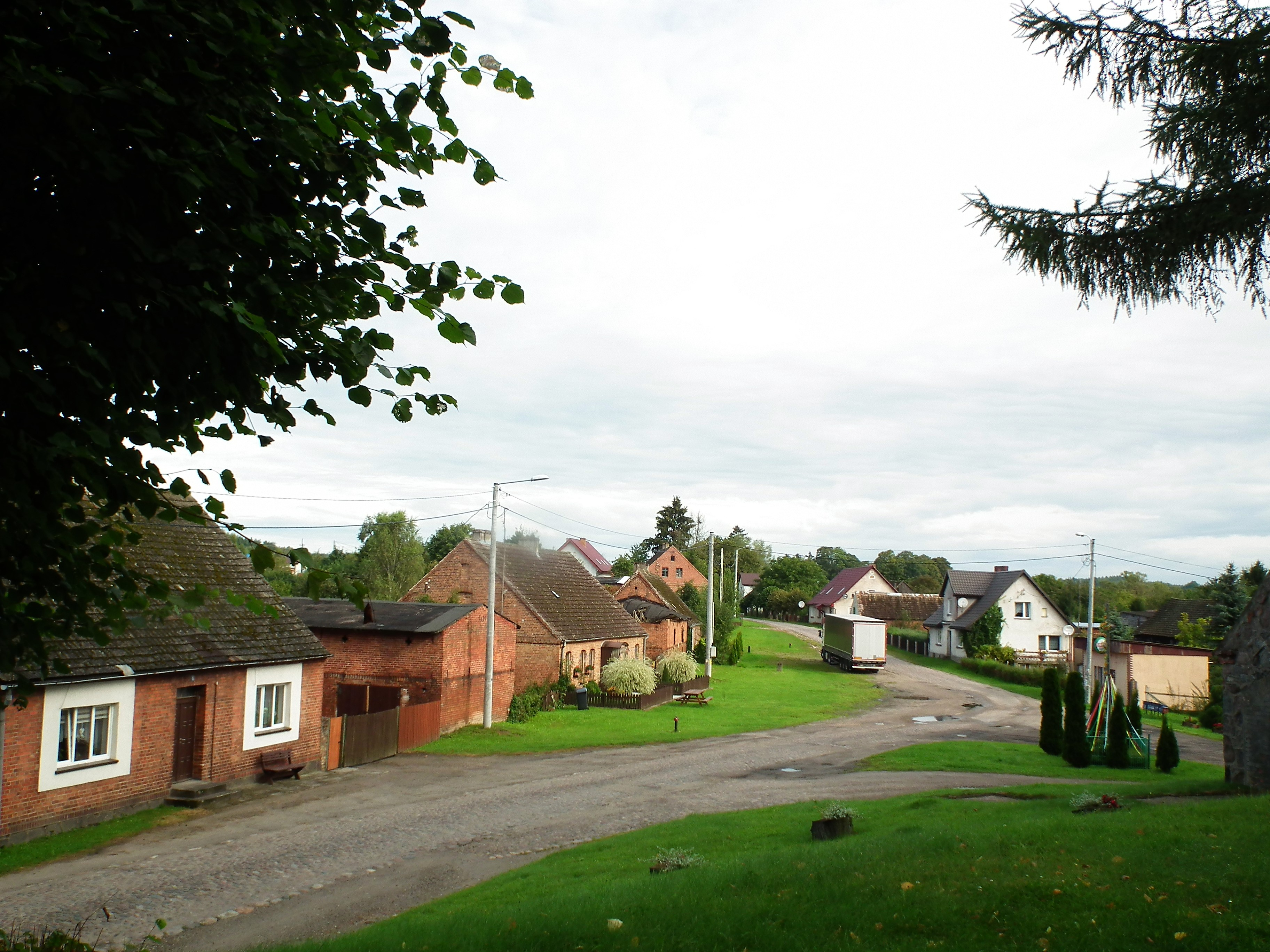
Wohnhäuser nahe Dorfmitte

Reppow – wie auch Warlang, Blumenwerder und Heinrichsdorf – war früher eine westpreußische Enklave und kam erst 1818 zu Pommern. Im Mittelalter (1321) hatte das herzoglich pommerschen Land Belgard bis zu dem westlich von Reppow in die Drage mündenden Grenzfließ gereicht, früher auch Herzogenfließ genannt, wo die Neumark begann, so dass das Land nördlich der Drage, also Reppow und Warlang, zu Pommern gehörte.
Reppow war einst Stammsitz eines Zweigs der Familie von der Goltz, die in dieser Gegend Landgüter besaß und sich nach dem Ort von der Goltz-Reppow nannte – wie etwa der General und Militärschriftsteller Hans Freiherr von der Goltz-Reppow. Durch einen Erbrezess der Goltze, die in diesem Raum weilten, seit Familienmitglieder im 13. Jahrhundert mit der Entwicklung der Stadt Dramburg beauftragt worden waren, kam 1620 Arnold von der Goltz (* 14. Februar 1570; † 1630) in den Besitz von Reppow. Die Reppowschen Güter hatte 1676 Georg Wilhelm von der Goltz seinem Vetter Balthasar von der Goltz (1610–1688) abgekauft.
Anfang des 19. Jahrhunderts war die Ergiebigkeit landwirtschaftlicher Nutzflächen in dieser Gegend noch erheblich durch Überschwemmungen beeinträchtigt. Um die Ertragsfähigkeit des Agrarbodens zu verbessern, leitete die preußische Regierung Entwässerungsmaßnahmen ein und legte deren Durchsetzung in die Hände eigens für diesen Zweck gegründeter regionaler Genossenschaften. So wurden 1856 Eigentümer betroffener Grundstücke in der Genossenschaft zur Entwässerung der Grundstücke an dem Dratzig-, Reppow- und Sareben-See vereinigt. Um die landwirtschaftliche Nutzbarkeit von Feuchtgebieten entlang der Alten Drage (Rest des alten Flussbetts nach Begradigung) durch Entwässerung zu verbessern, wurde 1896 ein Meliorationsgebiet ausgewiesen und die Genossenschaft zur Regulierung der Alten Drage zwischen Teschendorf und Reppow gebildet, zu deren Mitgliedern auch Eigentümer betroffener Grundstücke in der Gemeinde Reppow sowie der Gutsbesitzer des Orts zählten.
Um das Jahr 1896 befand sich das Rittergut Reppow im Besitz der Familie von Arnim, die es an einen Hell verpachtet hatte. Der Gutsbezirk Reppow wurde 1903/08 in den Gemeindebezirk Reppow eingegliedert.
Die Gemeindefläche von Reppow war Anfang der 1930er Jahre 13,5 km² groß, und auf ihr standen 45 bewohnte Wohnhäuser an drei verschiedenen Wohnorten:
- Reppow
- Winkel
- Winkelmühle

Um 1933 gab es in dem Dorf einen Gasthof, eine Mühle und verschiedene Handwerksbetriebe.
Bis 1945 bildete Reppow eine Landgemeinde im Landkreis Neustettin in der preußischen Provinz Pommern
des Deutschen Reichs. Das Dorf war dem Amtsbezirk Heinrichsdorf zugeordnet.
Gegen Ende des Zweiten Weltkriegs besetzte im Frühjahr 1945 die Rote Armee die Region. Nach Beendigung der Kampfhandlungen wurde Reppow zusammen mit Hinterpommern seitens der sowjetischen Besatzungsmacht der Volksrepublik Polen zur Verwaltung überlassen. Von der polnischen Verwaltungsbehörde wurde das Dorf nun unter der Ortsbezeichnung  „Rzepowo“ verwaltet. In der Folgezeit wurde die einheimische Bevölkerung von der polnischen Administration aus dem Kreisgebiet vertrieben, und im Dorf siedelten sich Polen an.

### Demographie
| Jahr | Einwohner | Anmerkungen |
| ---- | --------- | --- |
| 1783 | –         | adliges Dorf und Vorwerk nebst einer Mahl- und Schneidemühle sowie einer evangelischen Kirche, dem Rittmeister v. d. Goltz gehörig, 15 Feuerstellen (Haushaltungen), im Netzedistrikt, Westpreußen |
| 1818 | 172       | Dorf und Papiermühle, 158 bzw. 14 Einwohner |
| 1825 | 184       | Dorf, mit dem Vorwerk Winkel und einer Papiermühle, zum Kreis Dramburg gehörig |
| 1852 | 337       | Dorf |
| 1864 | 361       | am 3. Dezember, im Gemeinde- und Gutsbezirk zusammen |
| 1867 | 360       | am 3. Dezember, davon 252 im Gemeindebezirk und 108 im Gutsbezirk |
| 1871 | 362       | am 1. Dezember, davon 105 im Gemeindebezirk (sämtlich Evangelische) und 257 im Gutsbezirk (Evangelische und Katholiken).                                                                           |
| 1875 | 333       | davon 108 im Dorf und 225 auf dem Rittergut |
| 1885 | 359       | am 1. Dezember, davon 132 im Gemeindebezirk (sämtlich Evangelische) und 227 im Gutsbezirk (sämtlich Evangelische)                                                                                  |
| 1910 | 375       | am 1. Dezember |
| 1925 | 361       | darunter 350 Evangelische und eine katholische Person |
| 1933 | 326       | [ 20 ] |
| 1939 | 330       | [ 20 ] |

## Kirche
Die bis 1945 anwesenden Dorfbewohner waren mit wenigen Ausnahmen evangelisch. Die evangelische Dorfkirche war eine Filiale der Pfarrei Heinrichsdorf.